# Irena Gasperavičiūtė
Irena Gasperavičiūtė (pol. Irena Gasperowicz) – przewodnicząca Zarządu Krajowego Wspólnoty Litwinów w Polsce, redaktor naczelna czasopisma mniejszości litewskiej Aušra.
W 1992 roku ukończyła filologię litewską na Uniwersytecie Wileńskim, po czym podjęła pracę jako nauczycielka ojczystego języka w litewskiej szkole podstawowej oraz gimnazjum w Puńsku. Znalazła się wśród założycieli Stowarzyszenia Młodzieży Litewskiej w Polsce, do 1998 roku wchodziła w skład jego zarządu. 
Od 1996 roku stoi na czele redakcji dwutygodnika Aušra. Jest autorką dwóch podręczników do nauki języka litewskiego: dla klasy VIII szkoły podstawowej (1994) oraz III gimnazjum (2001). 
W 1998 roku wybrano ją przewodniczącą Zarządu Krajowego Wspólnoty Litwinów w Polsce, po raz kolejny była wybierana na to stanowisko w latach 2002 i 2008. 
W 2002 roku weszła w skład powołanej przez prezydenta Aleksandra Kwaśniewskiego Narodowej Rady Integracji Europejskiej.

## Nagrody i odznaczenia
- Krzyż Kawalerski Orderu Wielkiego Księcia Giedymina (1999)[3]
- Krzyż Oficerski Orderu „Za Zasługi dla Litwy” (2006)[4]